# Олимпийский комитет Республики Кипр
Олимпийский комитет Кипра (греч. Κυπριακή Ολυμπιακή Επιτροπή) — организация, представляющая Кипр в международном олимпийском движении. Основан в 1974 году; зарегистрирован в МОК в 1978 году.
Штаб-квартира расположена в Никосии. Является членом Международного олимпийского комитета, ЕОК и других международных спортивных организаций. Осуществляет деятельность по развитию спорта на Кипре.